# L'Or des mers
L'Or des Mers é um filme francês de Jean Epstein, um longa-metragem que se caracteriza por ser um misto de documentário e ficção.
É uma docuficção, uma das primeiras da história do cinema: é a terceira etnoficção depois de Moana de Robert Flaherty e de Maria do Mar de José Leitão de Barros, a segunda. É um ensaio cinematográfico de antropologia visual, feito sem método científico, método esse que mais tarde Jean Rouch aplicará em filmes etnográficos, usando o termo etnoficção (etnofiction) para os explicar.

## Sinopse
Pondo em relevo os hábitos dos autóctones da ilha de Hoëdic, no Morbihan, Bretanha, que falam em dialecto bretão, Epstein dá-nos a ver aspectos da vida dessa gente através de uma lenda fantástica e de um intriga amorosa, que eles próprios interpretam. A personagem principal dessa história é um velho pescador de Hoëdic, várias vezes náufrago e várias vezes saqueador de barcos naufragados, cujo filho se apaixona por uma jovem da ilha rival de Houat.

## Enquadramento histórico
L’Or des Mers é a terceira obra de uma trilogia sobre o mar, que inclui o filme Finis Terrae, feito com apanhadores de algas das ilhas de Ouessant e de Banec, e o filme Mor´vran, feito com pescadores da ilha de Sein. Entre os meados dos anos vinte e trinta, três cineastas de diferentes países exploram, com significativas convergências, temas antropológicos relacionados com o mar e realizam as primeiras etnoficções da história do cinema: Robert Flaherty (Moana, 1926), Leitão de Barros (Maria do Mar, 1930) e Jean Epstein (O Ouro dos Mares - L'Or des Mers).
Essa tradição, que só é retomada com a prática do cinema directo e com o uso de câmaras ligeiras de 16 mm, é prosseguida,  com incidência do documentário sobre a ficção, por dois realizadores portugueses que se deixam também seduzir por temas marítimos e que exploram esse género nobre de cinema: António Campos (Gente da Praia da Vieira) e Ricardo Costa (Mau Tempo, Marés e Mudança), filmes de 1976.
O cineasta francês Patrick Le Gall realiza em 1982 Reflux: filma a descoberta de L’Or des Mers pelos figurantes que participaram nas filmagens e que só agora as viam projectadas, cinquenta anos depois. Entre eles figura um jovem casal da época. L’Or des Mers não chegou a ser exibido por ter sido relegado na distribuição e esquecido, devido à invasão do cinema sonoro.